# Grimpoteuthis meangensis
Grimpoteuthis meangensis là một loài bạch tuộc trong họ Opisthoteuthidae.